# Parotet

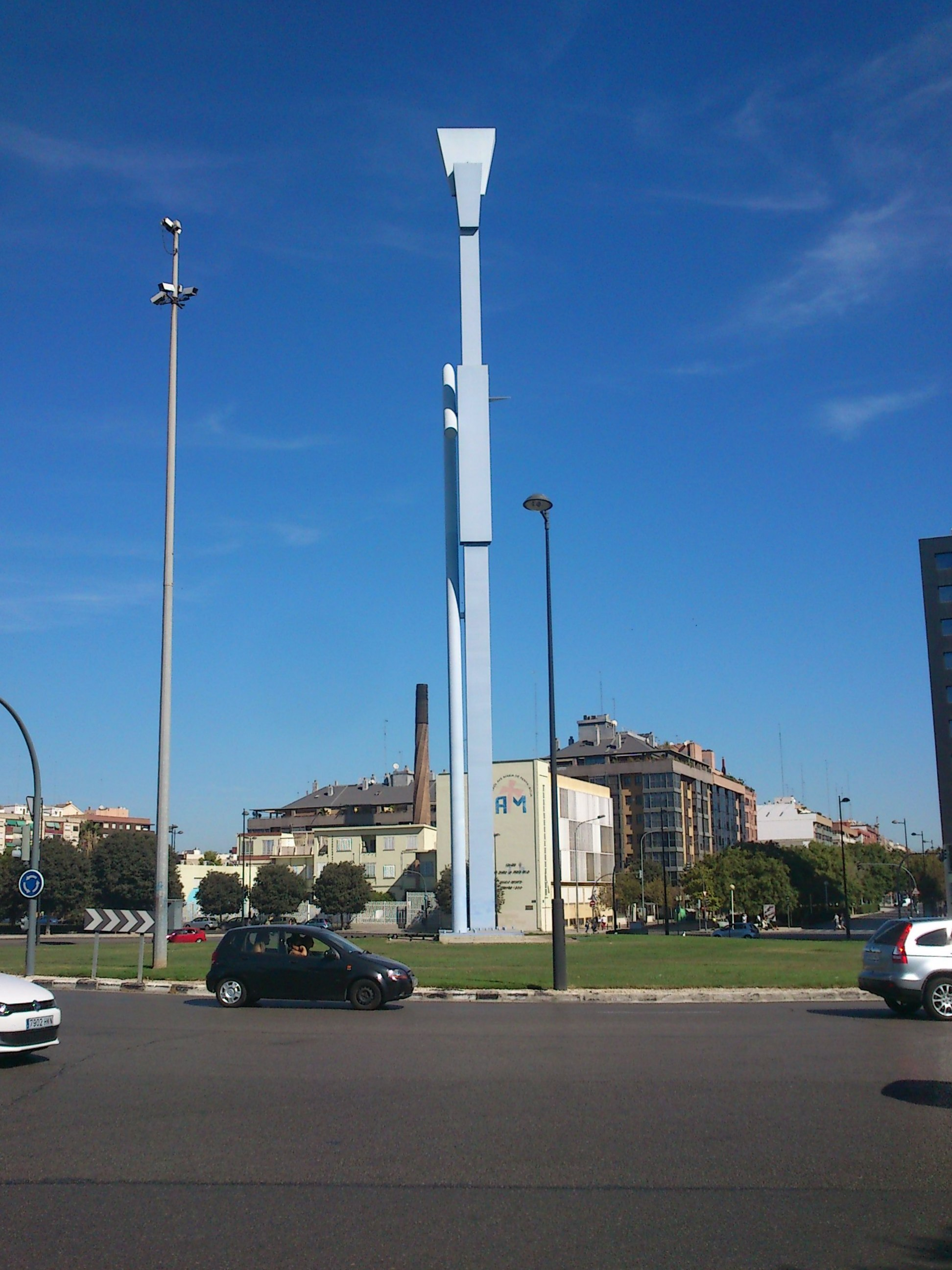
El Parotet

El Parotet è una scultura monumentale in metallo della città di Valencia, in Spagna. L'autore è Miquel Navarro. La scultura è stata donata alla città nel 2003.